# Procariotes

Arbre filogenètic. Els procariotes són els dos arbres de l'esquerra. Els noms científics en llatí apareixen en cursiva.

Els procariotes (del grec pros = 'abans' i karion = 'nucli') són un tipus d'organismes unicel·lulars caracteritzats per no disposar de nucli cel·lular diferenciat, és a dir, el seu ADN no està confinat a l'interior d'una membrana, sinó que està en una regió irregular del citoplasma anomenada nucleoide, contraposant-se així als eucariotes. Generalment són microscòpics i mai formen teixits diferenciats. Les seves parts principals són la membrana plasmàtica, els ribosomes, el cromosoma, la paret cel·lular i el mesosoma.
Antigament, havien estat recollits per aquesta raó en el regne dels monera que actualment se sap que és un paragrup sense valor taxonòmic. En la classificació actual, se separen en dos dels tres grans dominis de la vida: Eubacteria (els bacteris) i Archaea.
Entre les principals característiques distintives dels bacteris en contraposició amb els eucariotes, destaquen: la manca d'histones veritables, ADN sovint circular; divisió cel·lular per fissió binària; carència d'orgànuls membranosos i de nuclèol.
Són aquest tipus de cèl·lules les que arriben a suportar límits més extremòfils a nivell de salinitat, pH i temperatura. Mesuren entre 1 i 100 µm.

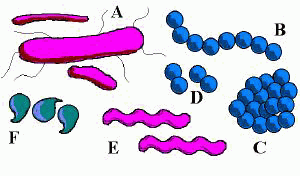
Els bacteris poden adquirir una gran varietat de formes:
A. Bacils
B. Estreptococs
C. Estafilococs
D. Diplococs
E. Espirils
F. Vibrions

## Els bacteris

### Història i taxonomia
Antony van Leeuwenhoek va ser el primer a observar els bacteris el 1623 usant un microscopi d'una sola lent que ell mateix dissenyà. Però el mot bacteri no va ser emprat fins molt més tard, quan el 1828 Ehrenberg el proposà usant la paraula grega βακτηριον que vol dir 'petit bastó'. Louis Pasteur (1822-1895) i Robert Koch (1843-1910) van descriure la relació existent entre els bacteris i les malalties, assignant-los correctament el paper de microorganismes patògens.
En un principi, els bacteris es consideraren fongs microscòpics, agrupant-los amb els esquizomicets, a excepció dels cianobacteris fotosintètics, que es consideraren algues verdes (cianòfits). Només quan va ser possible estudiar la seva estructura cel·lular van ser classificats com un grup totalment separat de la resta d'organismes. El 1938, Herbert Copeland els agrupà en un regne propi anomenat primer Micota i després conegut com a Monera, Procariota o Bacteria. Durant la dècada del 1997, el concepte bacteri va ser refinat i passà a ser un grup a la mateixa alçada dels eucariotes.
L'adveniment de la sistemàtica molecular va alterar aquesta postura. En la segona meitat del segle xx Woese va dividir els procariotes en dos grups basant-se en les seqüències d'ARN ribosòmic 16S, i els anomenà els regnes dels eubacteris i arqueus. Va argüir que cadascun d'aquests grups havia evolucionat separadament i el 1990 encara ho va afirmar amb més contundència creant un sistema de tres dominis, que reanomenà Bacteria, Archaea i Eucarya. Aquesta redefinició està acceptada pels biòlegs moleculars mentre que altres científics mantenen que dona massa importància a les diferències genètiques i que arqueus i eucariotes van evolucionar a partir dels eubacteris.

### Estructura
Tots els eubacteris presenten una estructura similar dels seus components, caracteritzada per polisacàrids específics que no es troben en els altres dos dominis (eukaria i archaea). Tot i així, els archaea es considera que tenen també aquest tipus de cèl·lula. En un sentit històric, els procariotes no disposen de nucli diferenciat en cap de les seves fases ni s'hi observa la formació de cromosomes durant la divisió cel·lular. Sembla que les diferències entre els arqueus i els bacteris rauen més sobre les diferències entre els heteropolímers de la seva membrana, més que en l'estructura i divisió cel·lular que sol ser sempre la divisió binària.
Pel que fa a les mides, les cèl·lules bacterianes solen ser molt menors que les cèl·lules eucariotes, variant normalment entre 0,20 i 4 μm. Tot i així, es poden trobar cèl·lules (Epulopiscium fishelsoni) de fins a 600 μm (0,6 mm) que depassen la mida de moltes cèl·lules eucariotes. Alguns bacteris paràsits estrictes com les clamídies i alguns micobacteris presenten unes estructures de les parets cel·lulars especials i unes mides menors a les habituals.
Els tipus morfològics s'utilitzen en sistemàtica en la identificació de grups, però no és definitòria en la majoria dels casos, aquestes varien des del coc, coc-bacil, el bacil, els espirils i les espiroquetes. Alguns d'aquests tipus es poden presentar agrupats per un mucílag, ja que la divisió cel·lular és completa quan resten units. Aquest és el cas dels diplococs o els diplobacils. Sovint es poden formar cadenes de moltes cèl·lules en fila. Poc s'ha estudiat encara de les relacions entre les cèl·lules bacterianes, però aquestes formen relacions força complexes i, fins i tot, una certa diferenciació de funcions com les cèl·lules dels cianobacteris, els heterocists, cèl·lules d'una cadena de cocs i bacils en gèneres com Azotobacter o Anabaena, encarregades de la fixació del nitrogen.
- A : Pilus
- B : Ribosomes
- C : Càpsula
- D : Paret cel·lular
- E : Flagels
- F : Citoplasma

Estructura d'un bacteri

- G : Cos d'inclusió (substància de reserva)
- H : Plasmidi
- I : Cromosoma bacterià
- J : Membrana plasmàtica

### Metabolisme
Els bacteris tenen una gran varietat de vies metabòliques. Alguns bacteris depenen d'una font de carboni orgànic i són anomenats heteròtrofs, mentre que d'altres només requereixen diòxid de carboni, anomenats autòtrofs. Si obtenen energia oxidant compostos químics es classifiquen com a quimiòtrofs, mentre que aquells que obtenen energia de la llum mercès a la fotosíntesi (alguns amb un pigment fotoreceptor anomenat proteorodopsina) són autòtrofs. Aquestes dues categories poden combinar-se entre si, per exemple fotoautòtrofs, etc. A més a més, els bacteris es diferencien en segons l'origen dels equivalents reductors que utilitzen. Aquells que utilitzen compostos inorgànics com ara l'aigua, hidrogen, amoníac, s'anomenen litòtrofs, la resta utilitzen compostos orgànics i s'anomenen organòtrofs. El tipus de metabolisme energètic, l'origen dels equivalents reductors usats i la font de carboni poden combinar-se de diferent manera en distints organismes i, fins i tot, poden canviar en un mateix organisme depenent de les condicions externes.
Els fotolitoautòtrofs inclouen els cianobacteris, que són dels organismes més antics que es troben en el registre fòssil i que, a més a més, varen jugar probablement un paper molt important en la formació de l'oxigen de l'atmosfera terrestre. Sembla que varen ser els primers organismes a usar l'aigua (litòtrofs) com a font d'electrons i a desenvolupar el complex fotosintètic. Altres bacteris fotosintètics empren altres fonts d'electrons i, per tant, no produeixen oxigen (anoxifotosintètics). Aquests fotòtrofs anoxigènics són els bacteris verds del sofre, els bacteris verds no del sofre, els bacteris vermells del sofre, els vermells no del sofre i els heliobacteris.
Els bacteris necessiten altres requeriments nutricionals per a mantenir un desenvolupament normal, entre els quals s'inclouen nitrogen, sofre, fòsfor, vitamines i elements metàl·lics com ara sodi, potassi, calci, magnesi, manganès, ferro, zinc, cobalt, coure i níquel. Algunes espècies també requereixen traces d'altres elements: seleni, tungstè, vanadi o bor.
Molts bacteris poden classificar-se en tres grups diferents depenent de la seva resposta a l'oxigen: aerobis, els que només poden créixer en presència d'oxigen; anaerobis, els que només creixen en absència d'oxigen, i anaerobis facultatius, els que poden desenvolupar-se tant amb presència com en absència d'oxigen.
Els bacteris que no usen oxigen per a la respiració però que poden sobreviure en la seva presència gràcies a l'acció de l'enzim superòxid dismutasa s'anomenen aerotolerants i, per regla general, utilitzen processos fermentatius per obtenir ATP. Els bacteris que ocupen ambients considerats extrems per als humans formen els extremòfils. Algunes espècies habiten aigües a alta temperatura (termòfils) o gelades (psicròfils), d'altres llacs hipersalins (halòfils), medis molt àcids (acidòfils) o bàsics (alcalòfils).`

### Reproducció
La reproducció dels Eukaria i Archaea és asexual, habitualment per fissió binària. El procés de transferència de material genètic entre una cèl·lula procariota donadora i una receptora s'anomena conjugació, no és replicatiu i forma part dels mecanismes de transferència horitzontal de gens. Aquesta és una característica que facilita els canvis ràpids en el genoma procariòtic i, per tant, la capacitat d'adaptació a nínxols nous.

### Mobilitat
Els bacteris mòbils poden desplaçar-se, bé mitjançant flagels, lliscament bacterià, o canvis en la flotabilitat. Un grup especial de bacteris, les espiroquetes, contenen estructures molt semblants als flagels, situades en l'espai periplasmàtic (entre les dues membranes externes) anomenades filaments axials. Les espiroquetes es caracteritzen pel seu cos helicoïdal que gira mentre es mou.
Els flagels bacterians poden disposar-se de diferents maneres. Per exemple, poden tenir en un dels extrems un únic flagel (anomenat flagel polar), fet característic dels vibrions i que permet a aquests bacils avançar en un medi líquid fins a 60 μm/s, o bé un grup compost per molts flagels. Els bacteris peritrics tenen flagels escampats per tota la superfície cel·lular.
Els bacteris mòbils són atrets o repel·lits per distints estímuls, aquests comportaments s'anomenen tàxies —per exemple, quimiotàxia, fototàxia, mecanotàxia i magnetotàxia. En el cas particular dels mixobacteris, per tal d'augmentar les seves possibilitats de supervivència en condicions hostils, els individus unicel·lulars segueixen una tàxia cooperativa agrupant-se en eixams que actuen com un organisme pluricel·lular, formant estructures reproductores especials anomenades cossos fructífers i una membrana externa comuna. Si bé no és una propietat exclusiva dels procariotes, la cooperativitat entre ells és fonamental en la formació dels biofilms bacterians.

### Grups i identificació
A. Bacil (forma de bastonet).

B. Coc (esfèric).

C. Grups de cocs.

D. Cocs en parells.

E. Espirils (helicoïdal).

F. Vibri (forma de coma).
Existeixen bacteris de múltiples formes. Molts són esfèrics, en forma de bastonet o helicoïdals: aquestes morfologies reben els noms específics de bacils, cocs, i espirils. Un grup addicional, els vibris, tenen forma de coma. Tot i que, actualment, la forma no es considera un factor decisiu a l'hora de classificar els bacteris, molts gèneres van ser anomenats segons la seva morfologia, per exemple: Bacillus, Streptococcus, Staphylococcus i aquesta continua sent important en la seva identificació.
Una altra eina important hi és la tinció de Gram, batejada així en honor de Hans Christian Gram, que va desenvolupar aquesta tècnica. Segons el resultat d'aquest mètode de tinció, els bacteris es divideixen en grampositius (quan són tenyits mitjançant tinció Gram) o bé gramnegatius (quan no ho són). El fet que els bacteris siguin positius o no per a la tinció de Gram depèn de la composició de la seva paret cel·lular. El terme 'gram variable' s'aplica als bacteris que no es tenyeixen de forma homogènia. La primera divisió en fílums dels bacteris va ser desenvolupada basant-se bàsicament en aquest test:
- Gracilicutes - bacteris amb una segona membrana cel·lular que conté lípids, i que els dona quasi sempre tinció Gram negativa. Entre les dues membranes existeix una fina capa intermèdia amb àcid muràmic[17] i altres components variables. La majoria dels bacteris gramnegatius d'interès en patologia humana i animal pertanyen a aquest fílum. La categoria taxonòmica dels Gracilicutes és, a hores d'ara, motiu de controvèrsia.[18]
- Firmicutes - bacteris amb una única membrana cel·lular i una paret cel·lular gruixuda formada per peptidoglicà, amb la resultant de tinció Gram positiva.[19]
- Mollicutes - bacteris sense segona membrana cel·lular ni paret cel·lular i, per tant, amb tinció Gram negativa.[20]

Inicialment i sobre la base de les particularitats del seu ARN ribosomal, els arqueus es no es van considerar bacteris. Més tard, es va crear un fílum propi per agrupar-los, el dels mendosicutes (del llatí: mollis (tou) i cutis (pell). Tot i això, aquests phyla ja no són considerats com a grups monofilètics. Els gracilicutes han estat dividits en molts grups diferents, mentre que els bacteris grampositius es troben en els grups firmicuts i Actinobacteria, que estan relacionats estretament. Emperò, els firmicutes han estat redefinits per tal d'incloure-hi els micoplasmes (mollicutes) i certs bacteris gramnegatius.

### Miscel·lània
Pel que fa a l'escala evolutiva, es considera que els bacteris són organismes molt antics, ja que es data la seva aparició fa 3,5 milers de milions d'anys. La hipòtesi de la termoreducció postula que moltes característiques dels procariotes podrien ser originalment adaptacions a les altes temperatures aconseguides a través de la minimització dels trets genètics termolàbils. Els successius canvis en l'evolució temporal dels procariotes van ser fonamentals pel desenvolupament de la biosfera que avui coneixem i que fa possible la nostra existència.
Dos orgànuls cel·lulars eucariòtics, el mitocondri i el cloroplast, es pensa que provenen d'antics bacteris, segons la teoria endosimbiòtica.
Els organismes procariotes tenen una amplíssima distribució i una enorme diversitat. Són més abundants en presència d'aliment, d'humitat i la temperatura correcta per a la seva multiplicació i creixement. El cos humà sa és la llar de milers de milions de bacteris; podem trobar-ne a la superfície de la pell (centenars d'espècies pertanyents a 19 fílums diferents), a la conjuntiva, en la flora del tracte intestinal i de la vagina, en la boca, el nas i els sins nasals i altres obertures corporals. N'hi ha en l'aire que respirem, l'aigua que bevem i el menjar que ingerim. Les principals espècies d'Archaea que habiten en els humans són metanogèniques i formen part de la microbiota colònica, com ara Methanobrevibacter smithii i Methanosphaera stadtmanae. El perfeccionament dels mètodes de detecció ha fet possible identificar nous arqueus residents a diverses parts del cos, si bé les seves funcions no es coneixen ara per ara del tot. Alguns arqueus productors de metà es consideren patògens emergents que poden ser causa, per exemple, d'abscessos anaeròbics interns o de sinusitis refractàries, sols o juntament amb diversos bacteris.
Una bacterioproteïna és qualsevol proteïna d'origen bacterià. Són bioproteïnes (és a dir, proteïnes obtingudes en el cultiu de bacteris o de llevats) algunes de les quals tenen poder antigènic i serveixen per a classificar les soques de determinades espècies bacterianes. Altres són altament tòxiques, com per exemple les produïdes pels bacteris Clostridium botulinum, Clostridium tetani, Corynebacterium diphtheriae o determinades soques d'Escherichia coli (Shiga, O157:H7 i O104:H4).